# Guffa

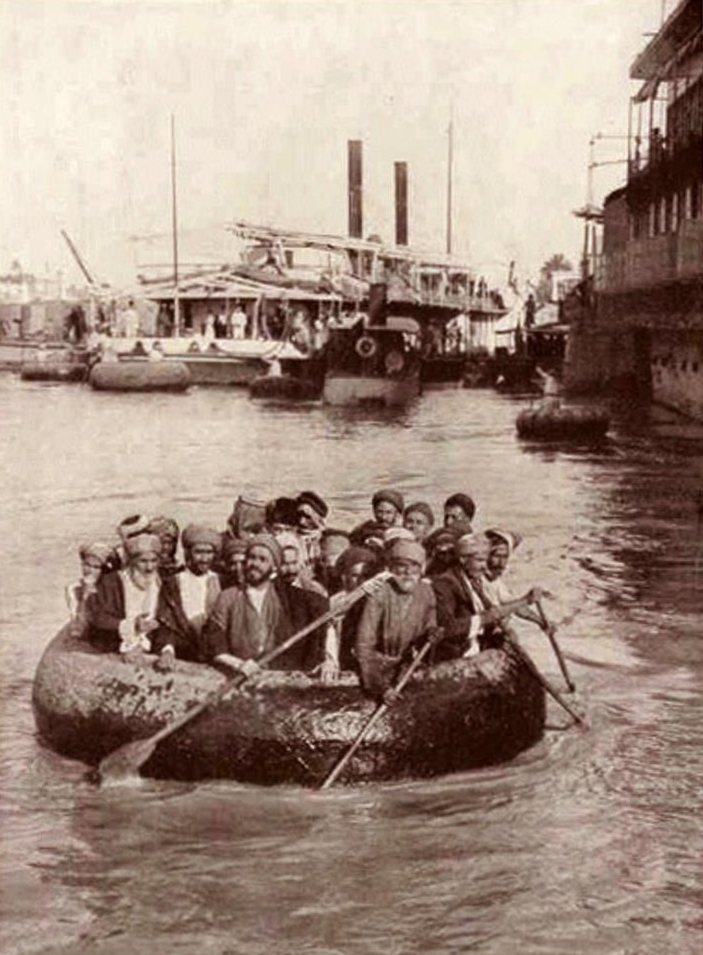
Guffa auf dem Tigris in Bagdad, 1914

Guffa (arabisch, Plural guffāt, auch quffa, Plural quffāt) war ein traditionelles, meist aus Schilf geflochtenes, rundes Korbboot (Coracle), das auf dem Euphrat und Tigris im Irak bis in die 1970er Jahre eingesetzt wurde.

## Name
Der arabische Name bedeutet „Korb“. Er leitet sich vermutlich vom akkadischen Wort quppu(m) aus einer gemeinsemitischen Wurzel für „beugen, gebogen sein“ her. Er bezeichnet dort ein meist aus Weiden oder Holz hergestelltes Behältnis zur Aufbewahrung von Haushaltsgegenständen, aber auch von Getreide oder Silber. Das Wort ist wahrscheinlich verwandt auch mit akkadisch huppu für Körbe bzw. runde Behältnisse aus Weiden wie in sumerisch ib4 (runde Vertiefung) mit LAGABxU-Zeichen. Es findet sich als wahrscheinliches Lehnwort im lateinischen und griechischen Wort cophinus / cophinos für „Korb“ oder „Tragkorb“, aus dem deutsch „Koffer“ wurde und französisch „coffre“ über das vermittelnde guffa als Arabismus. Nach anderer Ansicht geht arabisch guffa auf die lateinische oder griechische Form zurück.

## Geschichte

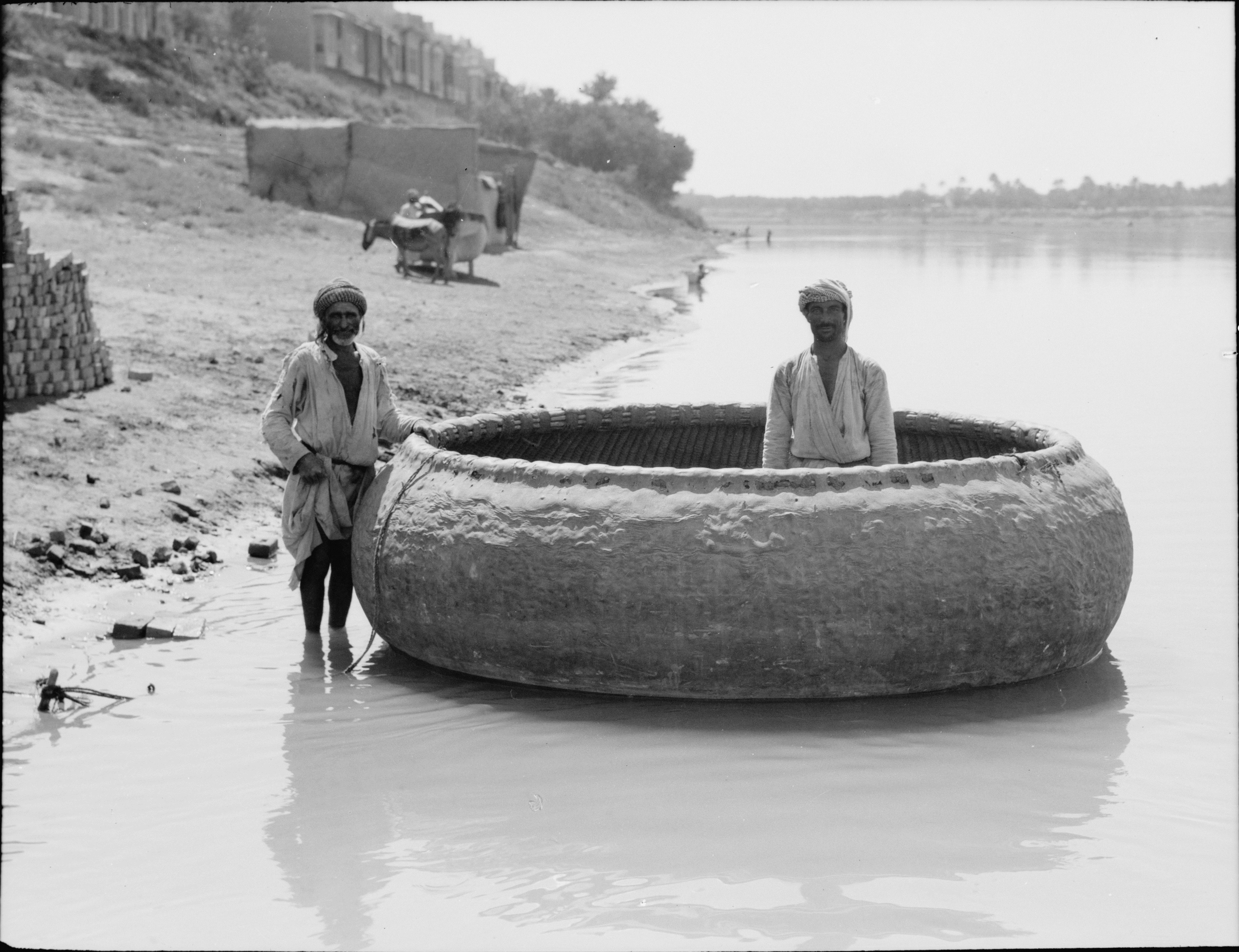
Guffa auf dem Tigris in Bagdad, 1932

Ein Rollsiegel aus Lapislazuli, das in Uruk gefunden wurde und auf etwa 3000 v. Chr. datiert wird, zeigt den Querschnitt durch ein Boot, dessen Rumpf an beiden Seiten halbrund nach oben gezogen ist. Die stehende Figur in der Bootsmitte stellt vermutlich einen König oder einen anderen Würdenträger dar. Eine kleinere stehende Figur links ist als Steuermann erkennbar, rechts kniet ein kleiner Ruderer. Neben dem König trägt ein Stier einen korbartigen Aufsatz, der von zwei Schilfringbündeln überragt wird, dem Symbol der sumerischen Göttin Inanna. Es wird eine Kultpraxis dargestellt, bei der an einem Festtag das Götterbild in einer Prozession zu Wasser an einen anderen Ort verbracht wurde. Die Bootsabbildung zeigt ein längliches Schilfboot oder, wegen der Form und der dünnen Zeichnung der Rumpflinie, wohl eher ein Rundboot.
Quppu genannte Rundboote sind auf Reliefs abgebildet, die in assyrischen Palästen gefunden wurden und aus den Regierungszeiten von Aššur-naṣir-apli II. (883–859 v. Chr.), Sin-ahhe-eriba (705–680) und Aššur-bani-apli (669–631/627) stammen. Aus der Bibliothek des Letzteren sind Keilschrifttafeln erhalten, in denen die Geburtslegende des Königs Sargon von Akkad aus der ersten Hälfte des 3. Jahrtausends v. Chr. überliefert ist. Demnach setzte Sargons Mutter den Neugeborenen heimlich in einem Schilfboot (wörtlich „Korb aus geschnittenem Rohr“), das mit Asphalt abgedichtet war, auf dem Euphrat aus. Die Geschichte fand eine biblische Entsprechung im 2. Buch Mose.
Die Rundboote wurden üblicherweise von zwei Männern, die sich entweder gegenüber oder die beide an einer Seite standen, gepaddelt oder durch Staken gesteuert und vorwärts bewegt. Größere quppus waren gemäß den Reliefdarstellungen für vier Bootsleute und den Transport eines Streitwagens ausgelegt. Stromaufwärts war treideln üblich. Für längere Entfernungen und größere Lasten kamen Transportflöße (akkadisch kalakku) zum Einsatz. Besonders in den Kanälen im Süden muss es auch längliche Boote gegeben haben, die mit Paddeln bewegt wurden. In der babylonischen Gesetzessammlung Codex Ḫammurapi aus dem 18. Jahrhundert v. Chr. befassen sich die Paragraphen 234 bis 240 mit der Schifffahrt. Aus ihnen geht hervor, dass es damals auch Segelboote und größere „Langschiffe“ gab, die gerudert wurden und flussaufwärts fahren konnten. Trotz der Holzknappheit könnten manche der Schiffe aus Holzplanken gefertigt worden sein.
Der antike griechische Geschichtsschreiber Herodot berichtete im 5. Jahrhundert v. Chr. über Boote, deren Korbgerippe mit Häuten verkleidet war. Die kreisrunden Fahrzeuge wären innen ganz mit Stroh aufgefüllt gewesen. Die Ladung hätte hauptsächlich aus Tonkrügen mit Wein und einem lebenden Esel bestanden. Die Steuerung flussabwärts wäre durch zwei Männer mit Staken erfolgt. Die angegebene Zuladung für die größten Boote von bis zu 5000 Talenten (ein Talent entsprach knapp 30 Kilogramm) dürfte übertrieben sein. Nach Herodots Beschreibung wurden die Boote in Armenien hergestellt und, nachdem sie mit ihrer Fracht in Babylonien angekommen waren, in Einzelteile zerlegt. Da es wegen der Strömung nicht möglich war, den Euphrat aufwärts zu fahren, wurden nach Herodot die hölzernen Teile verkauft und die Häute auf den mitgebrachten Eseln auf dem Landweg zurücktransportiert. Möglicherweise vermengte Herodot in seiner Beschreibung quppus und die größeren kalakkus, denn bis Anfang des 20. Jahrhunderts wurden Flöße (arabisch kelek) auf diese Weise am Ankunftsort zerlegt. Flöße bestanden aus aufgeblasenen Ziegenhautsäcken, die mit einem Gitter aus Holzstangen verbunden waren.
Neuzeitliche Rundboote wurden erstmals auf dem Euphrat Ende 17. Jahrhundert erwähnt, bis in die erste Hälfte des 20. Jahrhunderts verkehrten kleine quffas zur Personenbeförderung und größere mit einer Zuladung von mehreren Tonnen zum Transport von Agrarprodukten wie Getreide oder Schafe.

## Bauweise
Die neuzeitlichen wie die antiken guffas bestanden zum einen aus Weidenruten oder den Rippen von Dattelpalmen, die sich in der Mitte kreuzten. Eine äußere Schicht aus Halfagras wurde eng verflochten, in Form gebracht und danach zur Stabilisierung mit Stricken aus Kokosfasern mit den Rippen verbunden. Die rundgebogenen Seitenwände verengten sich etwas am oberen Rand und bildeten einen Wulst. Außen waren die Boote mit Asphalt abgedichtet, der in Mesopotamien aus natürlichen Vorkommen in Kalksteinbergen am Rand der Ebene gewonnen wurde. Der meiste Asphalt kam aus Hit (nördlich Ramadi) am Euphrat. Dadurch entstand eine im Gegensatz zu den unbehandelten Schilfbündelbooten glatte und schwarze Außenseite. Die Korbboote mit einem mittleren Durchmesser von zwei Meter boten Platz für sechs Personen. Zur Vorwärtsbewegung dienten Paddel oder Stangen. Im 19. Jahrhundert wurden neben den kleinen, mit gespaltenem Bambus stabilisierten Rundbooten auch größere Boote aus Teakholz beschrieben.

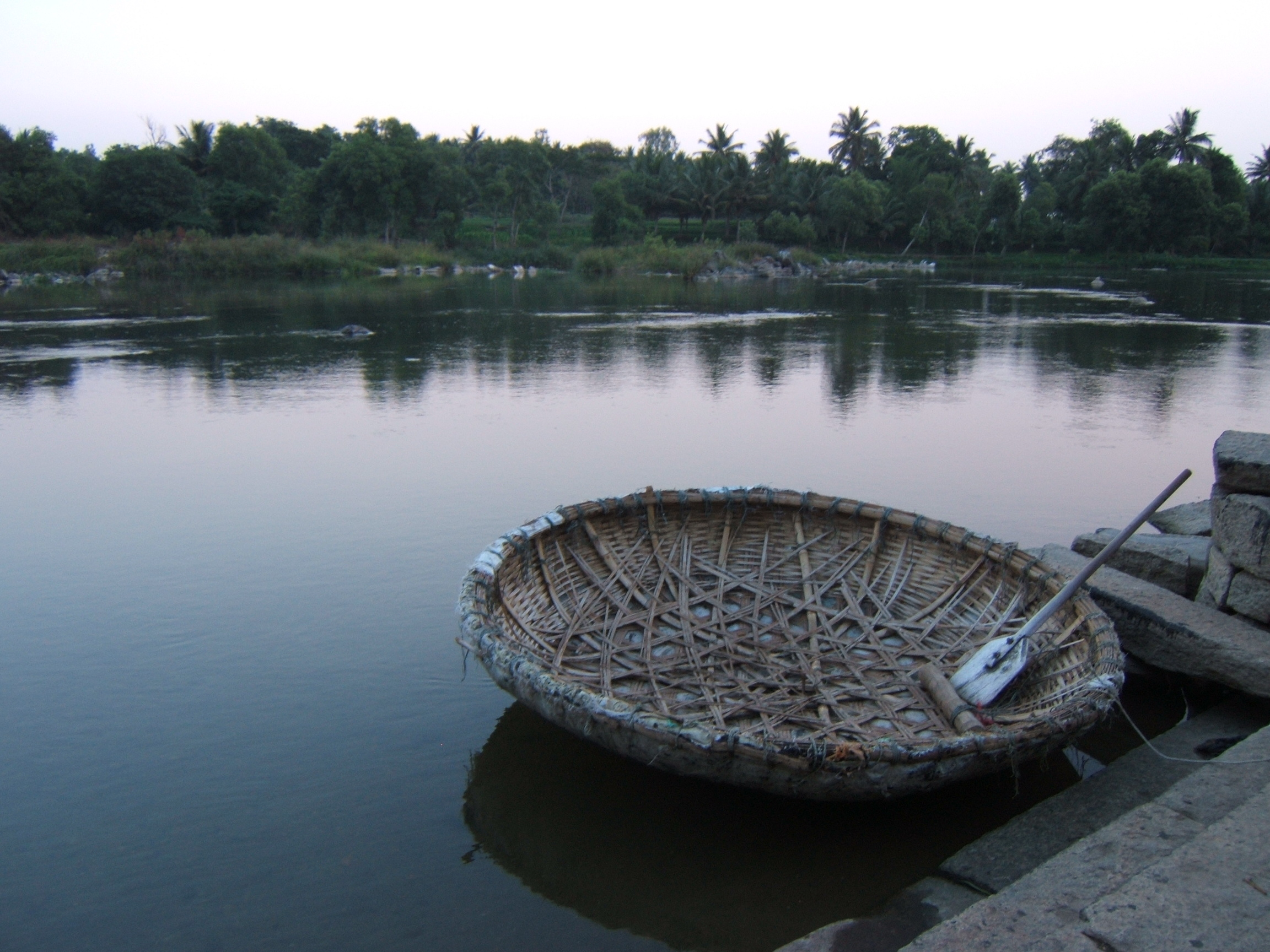
Korbboot auf der Kaveri im südindischen Bundesstaat Karnataka

Auf den antiken Reliefs ist ein weiterer Bautyp für die Rundboote erkennbar. Zwei Reliefs aus der Zeit von Sin-ahhe-eriba zeigen Rundboote aus mehreren zusammengesetzten Tierhäuten mit einem verstärkten oberen Rand. Sie werden von zwei Mann gesteuert. Die von Herodot beschriebenen Boote aus Häuten waren größer und scheinen nach Reliefabbildungen für den Transport von Steinen benutzt worden zu sein.
Einige größere Boote besaßen Durchmesser zwischen drei und über fünf Meter und etwa ein Meter Tiefgang. Sie konnten drei bis sieben Tonnen Last transportieren. Die kleinen Rundboote mit zwei Meter Durchmesser dienten im 20. Jahrhundert vorwiegend als Beiboote für Motorschiffe und zum Anlanden von Personen von diesen Schiffen ans lehmige Flussufer. Die auf den verzweigten Wasserwegen des Schatt al-Arab benutzten schnelleren, länglichen Paddelboote bestehen aus nicht geteerten Schilfbündeln und werden zaima genannt, oder aus Holzplanken mit Spanten und mit spitz hoch gezogenen Enden (tarada). Bauartähnliche Nachfahren der alten mesopotamischen Korbboote sind noch auf den südindischen Flüssen Kaveri und Tungabhadra im Einsatz.